# Snagit
Snagit ist eine Software zum Erstellen von Bildschirmaufnahmen und Bildschirmvideos. Es wurde von TechSmith entworfen und entwickelt und die erste Version wurde 1990 veröffentlicht. Heute ist Snagit in Deutsch, Englisch, Französisch, Japanisch, Portugiesisch und Spanisch erhältlich. Die alte Schreibweise, die noch auf einigen Websites zu finden ist, lautete SnagIt (es handelt sich tatsächlich um dieselbe Software).
Snagit ersetzt die systemeigene Funktion Print Screen und bereichert sie um zusätzliche Funktionen.

## Funktionalitäten
Die Funktionalitäten sind um die 3 Hauptphasen des Software-Workflows herum strukturiert: Erfassen, Bearbeiten und Weitergeben.
Der erste Schritt ist die Aufnahme eines Bildes (oder Videos) mit Snagit Capture. Es stehen verschiedene Bilderfassungsmethoden zur Verfügung, darunter die Auswahl des gesamten Bildschirms, die Auswahl eines bestimmten Bereichs, die Auswahl eines Menüs, die Texterkennung (OCR mit "Text erfassen"/Grab text auf Englisch) und die Auswahl eines Panoramas. Die Software kann auch Videos aufnehmen (von einem bestimmten Bereich oder im Vollbildmodus).
Der zweite Schritt besteht darin, den Screenshot im Snagit Editor zu bearbeiten, wo er in der Größe verändert, mit Anmerkungen versehen oder mit anderen Effekten (Rahmen...) versehen werden kann. Eine weitere Funktion ist die Erstellung eines Videos mit Bildern (mit einer Audioaufnahme von gesprochenen Kommentaren zu den Bildern).
Der dritte Schritt besteht darin, das produzierte Bild (oder Video) als lokale Datei (PNG, JPEG, HEIF, WebP, MP4...) oder mit einer anderen Anwendung (Microsoft Outlook, Apple Mail, Camtasia...) zu teilen oder auf einen Server hochzuladen (YouTube, Google Drive, FTP...).
Obwohl die meisten Funktionen zwischen den beiden Versionen der Software (Windows und Mac) identisch sind, gibt es einige Effekte, die für die eine oder andere Version spezifisch sind (z. B. ist der Wasserzeicheneffekt nur unter Windows und der Reflexionseffekt nur unter Mac verfügbar).

## Snagit Capture
Snagit Capture (Capture-Fenster und Widget) ist das Bild- und Videoaufnahmeprogramm von Snagit. Um den Aufnahmeprozess zu beschleunigen, stehen Tastenkombinationen zur Verfügung.

## Snagit
Snagit enthält Snagit Editor, das Bild- und Videobearbeitungsprogramm von Snagit. Mit dem Editor können Screenshots durch Hinzufügen von Pfeilen, Kommentaren und Beschriftungen verändert werden. Andere Funktionen der Software ermöglichen die Erstellung von Tutorials (mit dem Werkzeug "Liste" und/oder dem Werkzeug "Vereinfachen", die die Schaffung von vereinfachten Benutzeroberflächen ermöglicht) und bieten Vertraulichkeitsgarantien (Weichzeichnen, Cropping von Bildern). Die Möglichkeiten der Videobearbeitung sind begrenzt (Entfernen unerwünschter Teile eines Videos).
Snagit enthält auch eine Bibliothek (zum Speichern bearbeiteter Bilder und Videos) und Freigabeziele (zum Veröffentlichen von Bildern und Videos).
Snagit 2022 verwendet die Formate .snagx (ein plattformübergreifendes Dateiformat zum Speichern von Bildaufnahmen) und .mp4 (zum Speichern von Videoaufnahmen). Bisher wurden Snagit-Bildschirmaufnahmen in den Dateiformaten .snag (Windows) und .snagproj (Mac) gespeichert.

## TechSmith Fuse (Android und iOS)
Snagit kann sich über Wi-Fi mit der TechSmith Fuse App verbinden. Auf mobilen Geräten gespeicherte Bilder, Videos und Bildschirmfotos können direkt an die Snagit-Bibliothek gesendet werden.